# Sąsiadka (film 2007)
Sąsiadka (ang. The Neighbor) – amerykańska komedia romantyczna z 2007 roku. 

## Treść
Biznesmen Jeff dowiaduje się, że jego była żona zamierza wyjść za jego najlepszego przyjaciela. Cyniczny przyjaciel zaprasza go na ślub. By wzbudzić zazdrość w żonie, Jeff chce się na nim pokazać z nową partnerką. problem w tym, że nie ma nikogo. W tej sytuacji, w przypływie desperacji, proponuje sąsiadce, z którą jest skłócony, by udawała jego narzeczoną na weselu.

## Główne role
- Michèle Laroque - Christine
- Matthew Modine - Jeff
- Ed Quinn - Jonathan
- Gia Mantegna - Ally
- Ann Cusack - Jenny
- Krysten Leigh Jones - Kayce
- Richard Kind - Wilder
- Samantha Droke - Erin
- Danielle Bisutti - Floria Riamondi